# Evert Musch

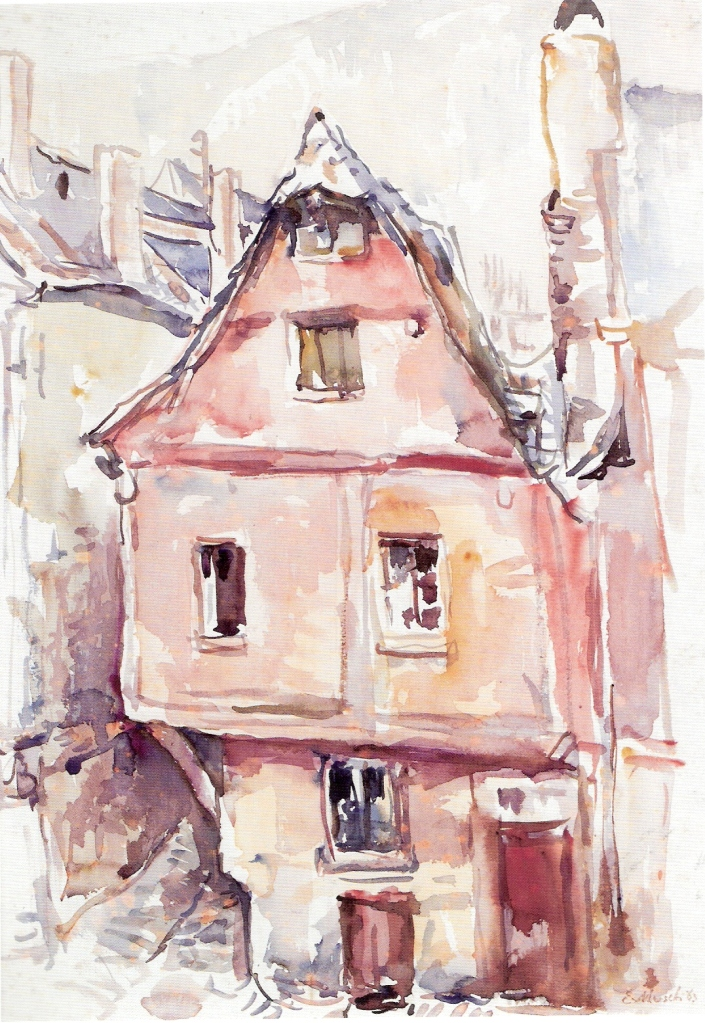
Altes Haus in Zell an der Mosel, gemalt von Evert Musch. (1963) Aquarelle, 52 × 37 cm, Privatsammlung

Evert Musch (* 16. März 1918 in Groningen; † 5. Dezember 2007 in Anloo) war ein niederländischer Maler.

## Leben und Wirken
Musch studierte 1936–1940 an der Academie Minerva in seiner Geburtsstadt bei Willem Valk, Arnold Willem Kort und Cornelis Pieter de Wit. Von 1947 bis 1981 war Musch Dozent an der Akademie Minerva als Nachfolger seines Lehrers de Wit. Zu seinen Studenten gehörten unter anderem Henk Helmantel, Wim Crouwel und Martin Tissing.
Musch fertigte Gemälde und Aquarelle, charakteristisch sind Landschaften und Porträts in naturalistisch-impressionistischen Stil. Er arbeitete u. a. auch als Lithograph und Illustrator der Bücher Kinderen in verstand en boosheid des Groninger Schriftstellers Piet Keuning und Harm, de boer van 't Hoogelaand von Lucas Jonker.
Musch heiratete im Jahre 1943 die Malerin Johanna ("To") Jager, die er an der Akademie Minerva kennengelernt hatte. Im Jahr 1945 zogen beide von Groningen in die Drenthe. Musch war 1941–1942 Mitglied der Künstlerverein De Jongeren und von 1947–1953 der Drentse Schilders. Im Jahr 1954 war er Mitbegründer der Künstlerverein Drents Schildersgenootschap. Im Jahr 1985 erhielt er den Kulturpreis der Provinz Drenthe. Das Drents Museum in Assen hielt im Jahr 1988 eine Retrospektive seines Wirkens.